# Mohsenabad-e Pain
Mohsenabad-e Pain (em persa: محسن ابادپائين, também romanizada como Moḩsenābād-e Pā’īn; também conhecida como Moḩsenābād) é uma aldeia do distrito rural de Kiashahr, situada no condado de Astaneh-ye Ashrafiyeh, na província de Gilan, no Irã. Segundo o censo de 2006, sua população era de 545, em 154 famílias.